# Takelot III
Usermaatra-Takelot, o Takelot III, faraón de la dinastía XXIII del antiguo Egipto, gobernó c. 759-757 a. C.
Era el hijo mayor de Osorkon III. Los hijos de Takelot III fueron sumos sacerdotes: Dyedptahiefanj y Osorkon, sin embargo, el heredero al trono fue Rudamon, su hermano menor. Fue también gobernante independiente en Leontópolis. 
Ejerció como sumo sacerdote de Amón en Tebas, después sirvió los primeros cinco años de su reinado como corregente, junto a su padre Osorkon III, según evidencia la inscripción n.º 13 del nilómetro de Karnak, que equipara el 28º año de Osorkon III al 5º año de Takelot III. Sucede a su padre como rey al año siguiente.

## Testimonios de su época
Takelot III está refrendado en varios documentos: 
- Un bloque de piedra de Heracleópolis lo llama Jefe Per-Sejemjeperra e hijo de rey por Tentsai
- Una estela de donación en Gurob que lo llama "El Primer Profeta de Amun-Ra, el General y el Comandante Takelot"
- Las inscripciones del nilómetro de Karnak n.º 4, que registra su 6º año, y n.º 13 que señala el 5º año de Takelot III (Payraudeau)
- Una inscripción en el techo del templo de Jonsu registra su 7º año
- Una estela jerárquica del 13º año de su reinado, descubierta por la expedición arqueológica de la Universidad de Columbia en las ruinas de un templo en el oasis de Dajla, en febrero de 2005, que obliga a reconsiderar su cronología.

## Titulatura
| Titulatura | Jeroglífico | Transliteración (transcripción) - traducción - (referencias) |

| G5 |

| G5 |

| M13 | N17 · N17 |

| M13 | N17 · N17 |

| M13 | N17 · N17 |

| M13 | N17 · N17 |

| G5 |

| G5 |

| M13 | N17 · N17 |

| M13 | N17 · N17 |

| M13 | N17 · N17 |

| M13 | N17 · N17 |

| G16 |

| G16 |

| M13 | N17 · N17 |

| M13 | N17 · N17 |

| G16 |

| G16 |

| M13 | N17 · N17 |

| M13 | N17 · N17 |

| G8 |

| G8 |

| M13 | N17 · N17 |

| M13 | N17 · N17 |

| G8 |

| G8 |

| M13 | N17 · N17 |

| M13 | N17 · N17 |

| N5 | F12 | C10 | i | mn · n | U21 · n |

| N5 | F12 | C10 | i | mn · n | U21 · n |

| N5 | F12 | C10 | i | mn · n | U21 · n |

| N5 | F12 | C10 | i | mn · n | U21 · n |

| N5 | F12 | C10 | i | mn · n | U21 · n |

| N5 | F12 | C10 | i | mn · n | U21 · n |

| N5 | F12 | C10 | i | mn · n | U21 · n |

| N5 | F12 | C10 | i | mn · n | U21 · n |

| N5 | F12 | C10 | i | mn · n | U21 · n |

| N5 | F12 | C10 | i | mn · n | U21 · n |

| N5 | F12 | C10 | i | mn · n | U21 · n |

| N5 | F12 | C10 | i | mn · n | U21 · n |

| N5 | F12 | C10 | i | mn · n | U21 · n |

| N5 | F12 | C10 | i | mn · n | U21 · n |

| N5 | F12 | C10 | i | mn · n | U21 · n |

| N5 | F12 | C10 | i | mn · n | U21 · n |

| M17 | Y5 · N35 · U7 | Q1 | H8 | V13 · V31 · D21 | U33 |

| M17 | Y5 · N35 · U7 | Q1 | H8 | V13 · V31 · D21 | U33 |

| M17 | Y5 · N35 · U7 | Q1 | H8 | V13 · V31 · D21 | U33 |

| M17 | Y5 · N35 · U7 | Q1 | H8 | V13 · V31 · D21 | U33 |

| M17 | Y5 · N35 · U7 | Q1 | H8 | V13 · V31 · D21 | U33 |

| M17 | Y5 · N35 · U7 | Q1 | H8 | V13 · V31 · D21 | U33 |

| M17 | Y5 · N35 · U7 | Q1 | H8 | V13 · V31 · D21 | U33 |

| M17 | Y5 · N35 · U7 | Q1 | H8 | V13 · V31 · D21 | U33 |

| M17 | Y5 · N35 · U7 | Q1 | H8 | V13 · V31 · D21 | U33 |

| M17 | Y5 · N35 · U7 | Q1 | H8 | V13 · V31 · D21 | U33 |

| M17 | Y5 · N35 · U7 | Q1 | H8 | V13 · V31 · D21 | U33 |

| M17 | Y5 · N35 · U7 | Q1 | H8 | V13 · V31 · D21 | U33 |

| M17 | Y5 · N35 · U7 | Q1 | H8 | V13 · V31 · D21 | U33 |

| M17 | Y5 · N35 · U7 | Q1 | H8 | V13 · V31 · D21 | U33 |

| M17 | Y5 · N35 · U7 | Q1 | H8 | V13 · V31 · D21 | U33 |

| M17 | Y5 · N35 · U7 | Q1 | H8 | V13 · V31 · D21 | U33 |

| Predecesor: Osorkon III | Faraón Dinastía XXIII | Sucesor: Rudamon |